# نصف‌النهار ۱۹ درجه غربی
نصف‌النهار ۱۹ درجه غربی ۱۹مین نصف‌النهار غربی از گرینویچ است که از لحاظ زمانی 1ساعت و 16دقیقه با گرینویچ اختلاف زمانی دارد.
این نصف‌النهار از قطب شمال شروع و از مناطق زیر گذشته و به قطب جنوب ختم می‌شود.
- گرینلند
- اقیانوس اطلس